# Арно II (виконт Дакса)

Виконтство Дакс на карте Гаскони

Арно II «Фортис» (Arnaud II «Fortis») (ум. ок. 1050) виконт Дакса с 1028.
Сын Арно I Лупа — первого виконта Дакса.
Согласно Жоргену (см. список источников) около 1050 года Арно II Фортис находился в состоянии войны с виконтом Беарна Сантюлем IV Гастоном. Один из вассалов первого, Гарсиа Гильом де Сали (Garcia Guillaume de Salies), предложил убить своего сюзерена. Вероятно, что это было исполнено, потому что после этой даты Арно II Фортис больше не упоминается в источниках. В картуляре Лескара есть запись, что Сантюль IV захватил селение Каресс и отдал его Гарсии Гильому де Сали.
Имя и происхождение жены не выяснены. Дети:
- Раймон Арно I (ум. 1088), виконт Дакса.
- Гарсиа Арно (ум. после 1060), виконт Орта.
- Одон, сеньор Эиры (Œyre).